# Montjaux
Montjaux (okzitanisch: Montjòus) ist eine französische Gemeinde mit 435 Einwohnern (Stand: 1. Januar 2022) im Département Aveyron und in der Region Okzitanien (vor 2016: Midi-Pyrénées). Sie gehört zum Kanton Tarn et Causses im Arrondissement Millau. Die Einwohner werden Montjoviens genannt.

## Lage
Montjaux liegt etwa 14 Kilometer westlich von Millau. Das Gemeindegebiet gehört zum Regionalen Naturpark Grands Causses. Umgeben wird Montjaux von den Nachbargemeinden Castelnau-Pégayrols im Norden, Comprégnac im Osten, Saint-Georges-de-Luzençon im Südosten, Saint-Rome-de-Tarn im Süden, Viala-du-Tarn im Südwesten und Westen sowie Salles-Curan im Nordwesten.

## Einwohnerentwicklung
| Jahr                       | 1962 | 1968 | 1975 | 1982 | 1990 | 1999 | 2006 | 2019 |
| Einwohner                  | 588  | 501  | 444  | 423  | 382  | 388  | 392  | 421  |
| Quellen: Cassini und INSEE |      |      |      |      |      |      |      |      |

## Sehenswürdigkeiten
- Kirche Saint-Cyr et Sainte-Julitte aus dem 12. Jahrhundert, Monument historique seit 1909
- Kirche Saint-Hippolyte im Ortsteil Candas
- Kirche Saint-Martial im Ortsteil Marzials
- Kirche Notre-Dame im Ortsteil Roquegel
- Kirche Saint-Pierre et Saint-Paul im Ortsteil Roquetaillade
- Dolmen, Monument historique seit 1889
- Burgruine aus dem 13. Jahrhundert
- Schloss Montjaux aus dem 15. Jahrhundert, Monument historique seit 1978

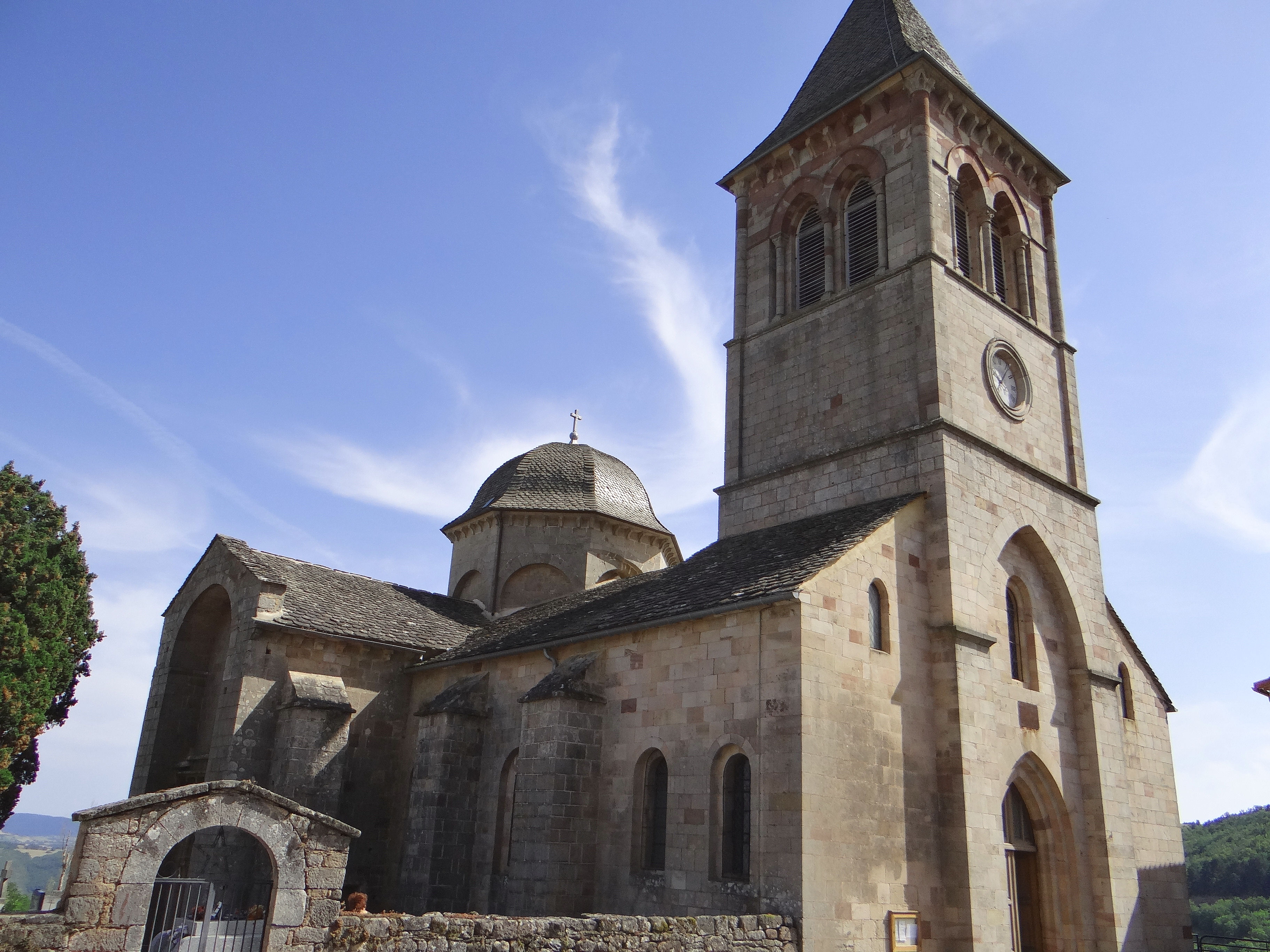
Kirche Saint-Cyr et Sainte-Julitte
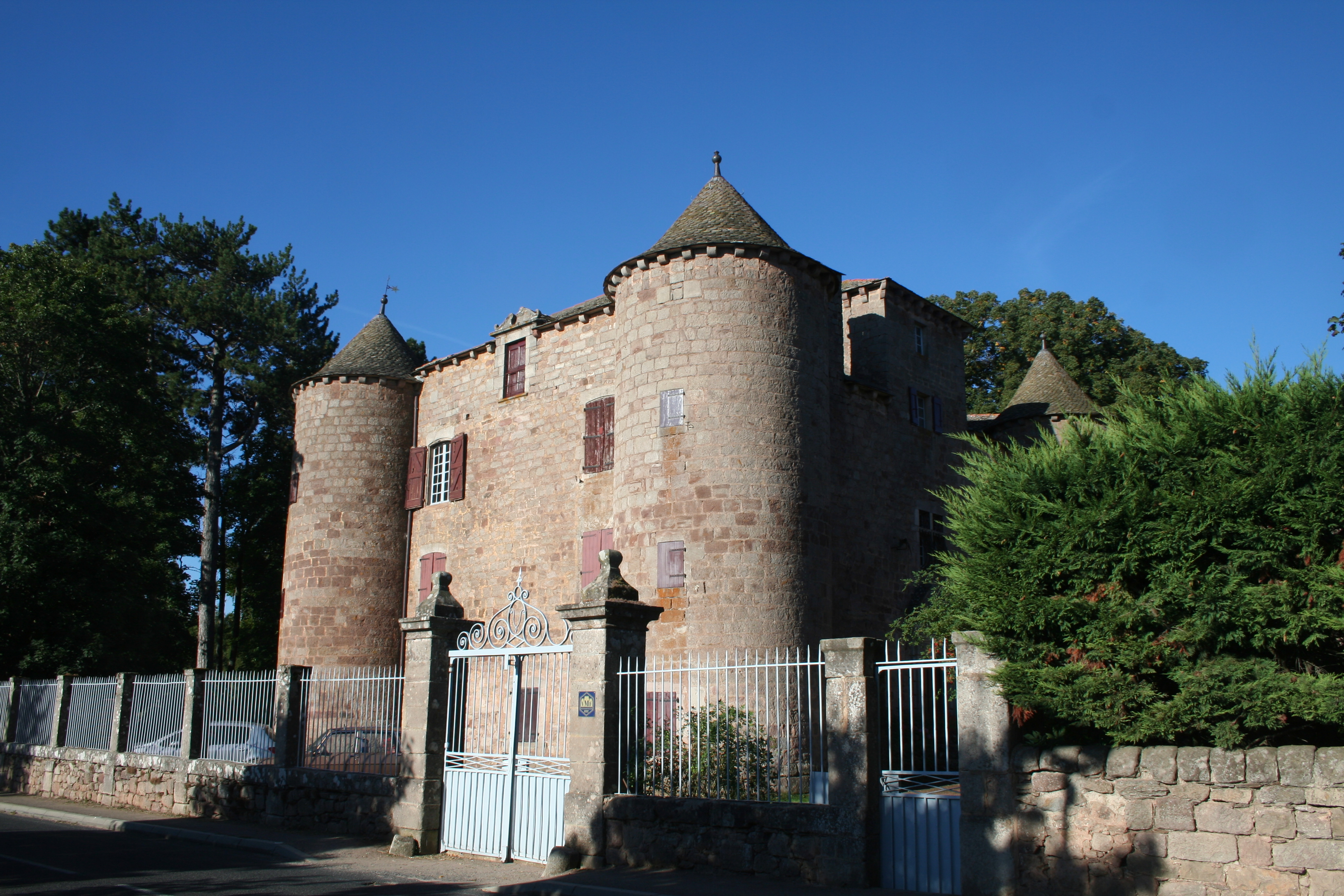
Schloss Montjaux